# Koninkrijk Juda
Het koninkrijk Juda (Hebreeuws: מַמְלֶכֶת יְהוּדָה , Mamlekhet Yehuda) was volgens de Hebreeuwse Bijbel een gedeelte van Kanaän dat in bezit was genomen door de stammen Juda, Simeon en Benjamin en bestond van 922 v.Chr. tot 586 v.Chr. De hoofdstad van Juda was Jeruzalem. Juda had een oppervlakte van 8900 km².
Het koninkrijk Juda wordt vaak het "Tweestammenrijk" genoemd om het te onderscheiden van het noordelijk gelegen koninkrijk Israël, dat ook wel het "Tienstammenrijk" genoemd werd.
Het koninkrijk Juda ontstond nadat het Verenigd Koninkrijk Israël scheurde na onenigheid over de opvolging van koning Salomo, die een zoon was van Koning David. Salomo's zoon Rechabeam was zijn troonopvolger, maar toen deze aankondigde dat hij Salomo's zware belastingdruk zelfs nog meer wilde opschroeven, brak er een opstand uit. Aanvankelijk volgde alleen de stam Juda het huis van David en erkende Rechabeam als hun koning. De andere stammen kozen Salomo's vroegere generaal Jerobeam als nieuwe koning, maar al snel sloot de stam van Benjamin zich aan bij Juda. De stam van Simeon werd later samengevoegd met de stam van Juda en verloor zijn eigen identiteit.

## Belangrijke gebeurtenissen
In de eerste zestig jaar van zijn bestaan voerde het koninkrijk Juda vooral oorlog tegen het koninkrijk Israël in een poging de autoriteit van het huis van David terug te winnen. De daarop volgende tachtig jaar was er nauwelijks sprake van oorlog. De twee staten leefden vreedzaam naast elkaar en werkten samen tegen gezamenlijke vijanden, zoals Damascus.
In 783 v.Chr. werd Uzzia (Azarja) koning van Juda. Hij versterkte de stad Elat (Eilat) en bracht het weer onder Juda.
In 734 v.Chr. weigerde Juda een coalitie met koning Pekach van het koninkrijk Israël aan te gaan. Koning Achaz, koning van Juda vanaf circa 736 v.Chr. tot 725 v.Chr., zond een boodschapper met een enorme gift zilver en goud uit de Joodse tempel naar de Assyrische koning, om diens hulp in te roepen tegen de daarop volgende belegering van Jeruzalem door Pekach. Juda mocht autonoom blijven tegen het betalen van schatting.
In 722 v.Chr. werd het koninkrijk Israël veroverd door de Assyriërs. Het koninkrijk Juda beleefde hierdoor een moeilijke periode van ongeveer anderhalve eeuw, waarin het feitelijk een vazalstaat van Assyrië was. Koning Achaz moest schriftelijk afstand doen van de onafhankelijkheid van zijn volk en erkende de goden van zijn meesters, de Assyriërs.
In 701 v.Chr., in de tijd van Hizkia, viel de Assyrische koning Sanherib Juda binnen; hij verwoestte de stad Lachis. Muurreliëfs in het paleis van Sanherib in Ninive tonen Sanherib terwijl hij vanaf zijn ivoren troon op 300 meter afstand (een goede boogscheut verwijderd) toekijkt hoe de stad verwoest wordt. Sanherib belegerde ook Jeruzalem:

Wat Hizkia de Judeeër aangaat, hij onderwierp zich niet aan mij, ik belegerde 46 van zijn versterkte steden, ommuurde vestingen en talloze dorpen en overmeesterde ze door aangestampte taluds en stormrammen, voetvolkaanvallen, mijnen, stootblokken, alsook sappeurswerk... Hemzelf maakte ik tot gevangene in Jeruzalem, in zijn koninklijke residentie, als een vogel in een kooi
— vertaling van Sanheribs annalen naar Ancient Near Eastern Texts

Het lukte Sanherib echter niet om Jeruzalem in te nemen. Uiteindelijk nam hij genoegen met de schatting die Hizkia hem had aangeboden en keerde terug naar Nineve.
In 640 v.Chr., onder koning Josia, kwamen er belangrijke godsdiensthervormingen. Juda herwon zijn onafhankelijkheid van Assyrië na de dood van Assurbanipal en kreeg zelfs greep op Samaria, een provincie van Assyrië.
In 609 v.Chr. probeerde Josia het oprukkend Egyptische hulpleger voor Assyrië te stoppen, maar hij sneuvelde in een veldslag bij Megiddo. Dit betekende het einde van de onafhankelijkheid van Juda.
In 597 v.Chr. kwam plaatsvervangend koning Sedekia in opstand tegen Babylon. Daarop viel Nebukadnezar II van Babylon Juda binnen.
In 586 v.Chr. werd Juda veroverd door Nebuzar-adan, kapitein in het leger van koning Nebukadnezar II. Toen hij Jeruzalem voor de tweede keer bezette, voerde hij een aantal inwoners mee in Babylonische ballingschap. De eerste keer had Nebukadnezar al eens orde op zaken gesteld en een einde gemaakt aan het koningschap van de al te jonge koning Jojachin. Die was toen uit zijn functie ontzet en vervangen door Sedekia. Maar ook Sedekia bleek niet in staat de eenheid onder de Israëlieten te bewaren. Bij de tweede bezetting maakte Nebukadnezar definitief een einde aan het hele zelfstandig voortbestaan van Juda. De Babylonische soldaten verwoestten de Tempel van Salomo. Een deel van de bevolking, vooral bestaand uit religieuze en politieke leiders en vooraanstaanden, waaronder de vrienden Sadrach, Mesach en Abednego van Daniël, waarover het Bijbelboek Daniël verhaalt, werd met een strafexpeditie meegevoerd en lange tijd in ballingschap gehouden. Hiermee kwam na 389 jaar een einde aan het bestaan van Juda als zelfstandig koninkrijk.
De vijandschap tussen de in 515 v.Chr. onder Perzisch bestuur terugkerende Judeeërs en hun noorderburen in Samaria ontstond toen fel jahwistisch gezinde priesters hun hulpaanbod om de tempel te helpen herbouwen hadden afgewezen, omdat de Samaritanen volgens hen etnisch en theologisch niet zuiver genoeg waren. De Samaritanen besloten toen hun eigen tempel te bouwen op de berg Gerizim bij Sichem.
In 198 v.Chr. verdreven de Seleuciden de Egyptenaren uit Juda, dat in een absoluut dieptepunt zat tijdens en na de ballingschap. In de zuidelijke gebieden vestigden zich de traditionele vijanden, de Idumeeërs, afkomstig uit Edom in zuidelijk Jordanië.